# Leopoldo Basavilbaso
Leopoldo Basavilbaso (Buenos Aires, 1843 - enero de 1908) fue un abogado y político argentino que participó en la modernización del derecho civil en su país. Fue rector de la Universidad de Buenos Aires.

## Biografía
Cursó sus estudios en Santiago de Chile y cursó la carrera de Derecho en la Universidad de Buenos Aires. Interrumpió sus estudios en 1865, para presentarse como voluntario para la Guerra del Paraguay; fue dado de baja a principios del año siguiente, por enfermedad.
Se recibió de abogado en 1867, y se doctoró con una tesis sobre la sanción de una ley de matrimonio civil, en una de las primeras defensas públicas del mismo.
En 1869 fue diputado en la legislatura de la provincia de Buenos Aires. Durante su gestión presentó proyectos de ley aboliendo la pena de muerte, instaurando el registro civil, la libertad de enseñanza y la reorganización del Ferrocarril del Oeste. En 1873 fue nombrado fiscal de la provincia, y bajo la gobernación de Mariano Acosta fue ministro de hacienda provincial. Desde 1874 fue miembro de la cámara de apelaciones de la ciudad de Buenos Aires.
Nombrado académico de la facultad de derecho de la Universidad de Buenos Aires en 1876, fue elegido su decano cinco años más tarde. En 1886 fue nombrado rector de la Universidad de Buenos Aires.
Durante la presidencia de Julio Argentino Roca fue uno de los máximos apoyos del ministro Eduardo Wilde para la sanción de la Ley de Registro Civil, cuyo texto fue parcialmente de su autoría.
Durante años fue consultor en derecho del Banco de la Provincia de Buenos Aires; posteriormente fue presidente de la comisión asesora para el conflicto de límites con Bolivia.
Durante la presidencia de Roca fue nombrado interventor federal en la Provincia de Mendoza, normalizando las instituciones provinciales sin asumir el gobierno provincial. En cambio, en 1893 fue nombrado interventor en Corrientes debido a la revolución radical de ese año. Anuló las elecciones que se habían celebrado irregularmente y convocó otras, en las que fue elegido gobernador Valentín Virasoro, de la Unión Cívica Nacional, que asumió el cargo en diciembre.
En 1894 fue candidato a diputado nacional por la Unión Cívica Nacional, que dirigía Bartolomé Mitre. Cuatro años más tarde fue asesor legal del gobernador de Buenos Aires, Bernardo de Irigoyen.
Falleció en Buenos Aires en 1908.